# Conandrium polyanthum
Conandrium polyanthum är en viveväxtart som först beskrevs av Julius Heinrich Karl Schumann och Lauterb., och fick sitt nu gällande namn av Carl Christian Mez. Conandrium polyanthum ingår i släktet Conandrium, och familjen viveväxter. Inga underarter finns listade i Catalogue of Life.